# Mamunul Islam
Mohd Mamunul Islam Mamun (* 12. prosince 1988, Čattagrám, Bangladéš), je bangladéšský fotbalový záložník, momentálně hostuje v klubu Atlético de Kolkata v Indian Super League.
V září 2014 odešel na tříměsíční hostování z Sheikh Jamal Dhaka do klubu Atlético de Kolkata z nově zformované Indian Super League (ISL). S Kalkatou slavil 20. prosince 2014 historicky první titul v ISL.
V A-mužstvu Bangladéše debutoval v roce 2009.